# Fossé (Ardennes)
Fossé ist eine französische Gemeinde mit 61 Einwohnern (Stand 1. Januar 2022) im Département Ardennes in der Region Grand Est (vor 2016 Champagne-Ardenne). Sie gehört zum Arrondissement Vouziers, zum Kanton Vouziers und zum Gemeindeverband Argonne Ardennaise.

## Geografie
Die Gemeinde Fossé liegt 22 Kilometer ostnordöstlich von Vouziers in den südlichen Ausläufern der Ardennen. Umgeben wird Fossé von den Nachbargemeinden Vaux-en-Dieulet im Norden, Belval-Bois-des-Dames im Nordosten, Nouart im Osten, Buzancy im Süden und Südwesten sowie Bar-lès-Buzancy im Nordwesten.

## Bevölkerungsentwicklung
| Jahr                       | 1962 | 1968 | 1975 | 1982 | 1990 | 1999 | 2006 | 2015 | 2019 |
| Einwohner                  | 129  | 109  | 82   | 86   | 83   | 76   | 56   | 52   | 53   |
| Quellen: Cassini und INSEE |      |      |      |      |      |      |      |      |      |

## Sehenswürdigkeiten
- Kirche Saint-Nicolas, 1955 von den Künstlern Pierre Székely, Vera Székely, André Borderie, Agnès Varda und Robert Morel auf Ersuchen der Genossenschaft für den Wiederaufbau der zerstörten Kirchen Frankreichs (Coopérative de reconstruction des églises dévastées de France) restaurierte Kirche, Monument historique seit 2011[1]

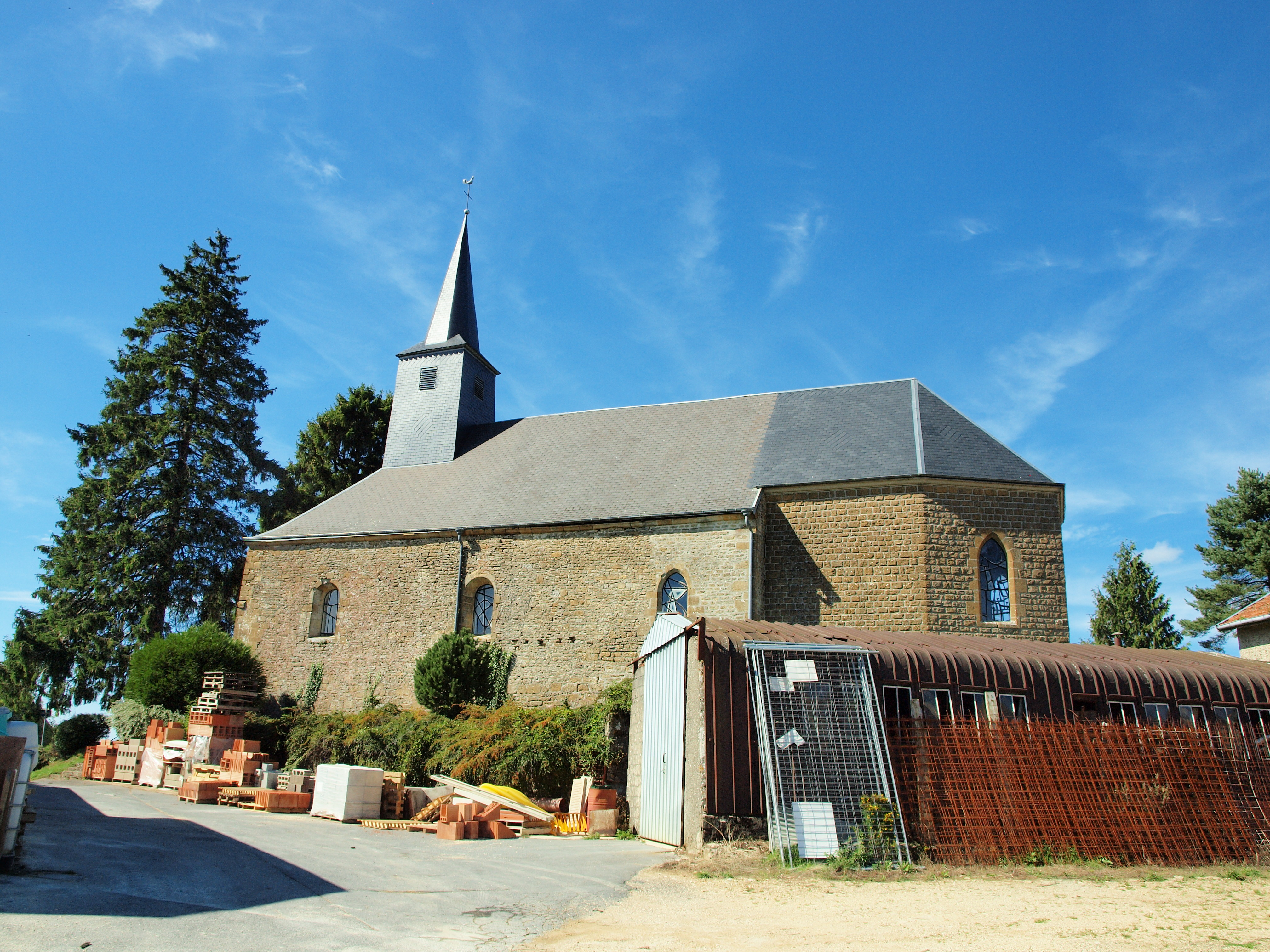
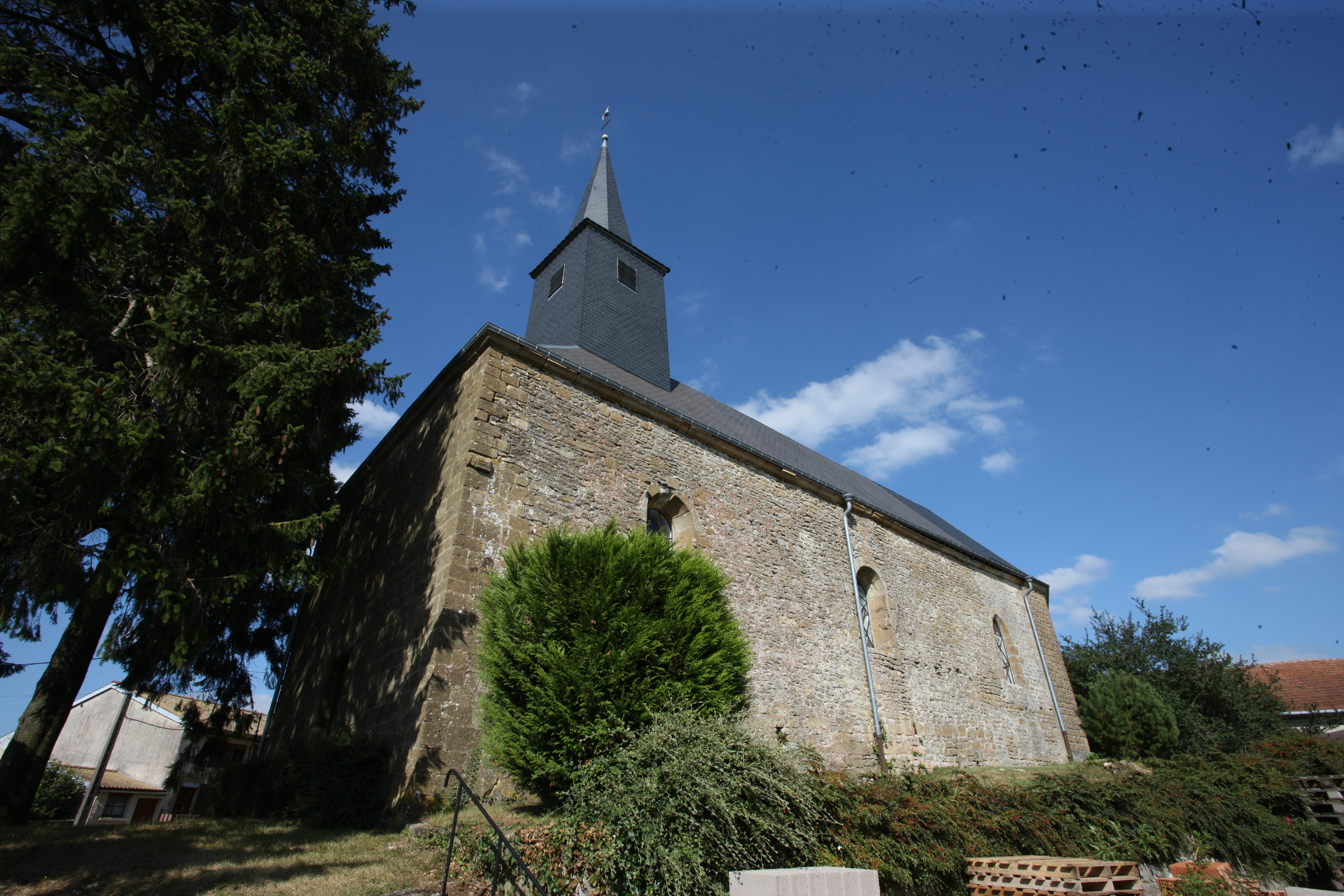
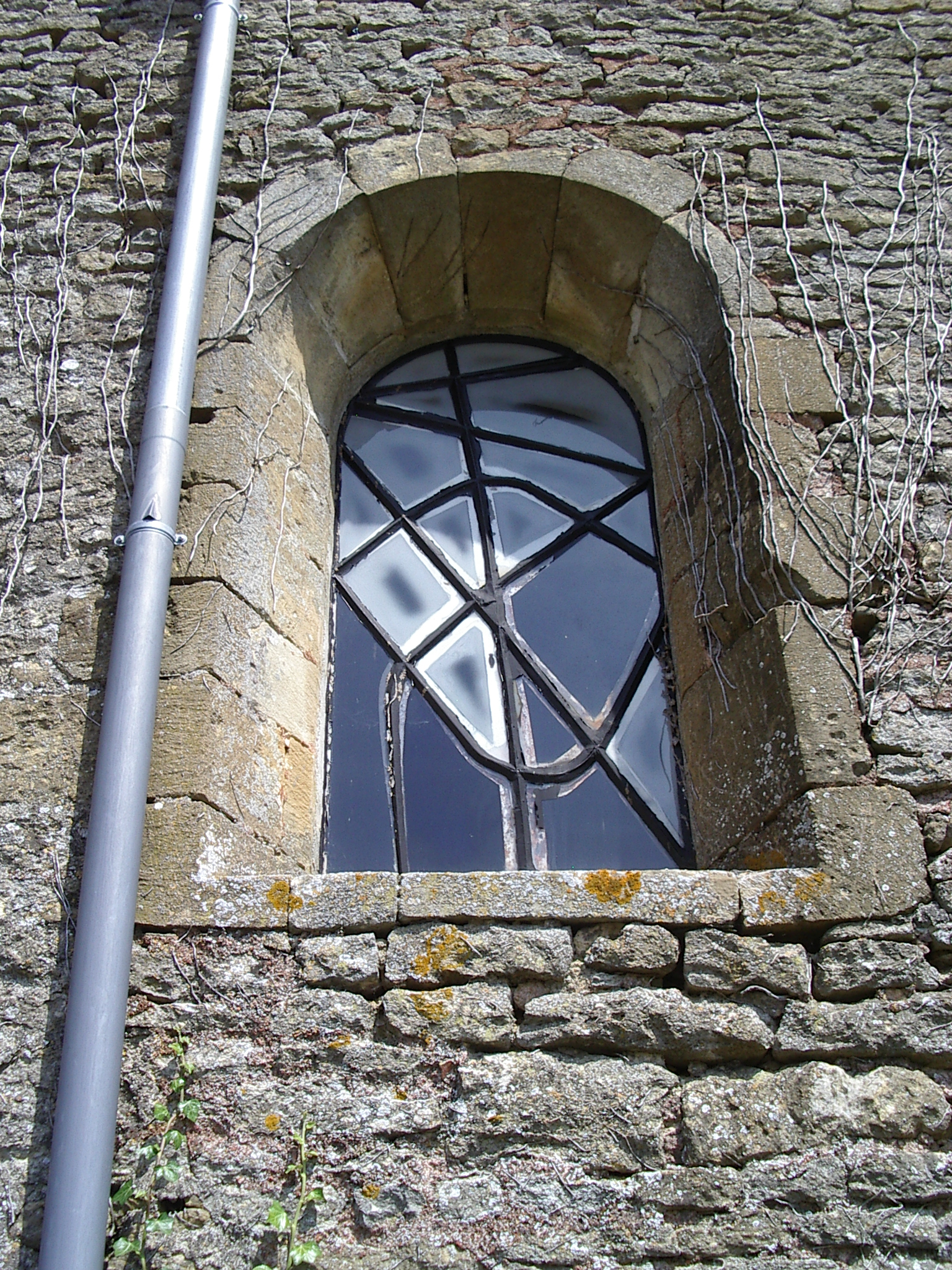
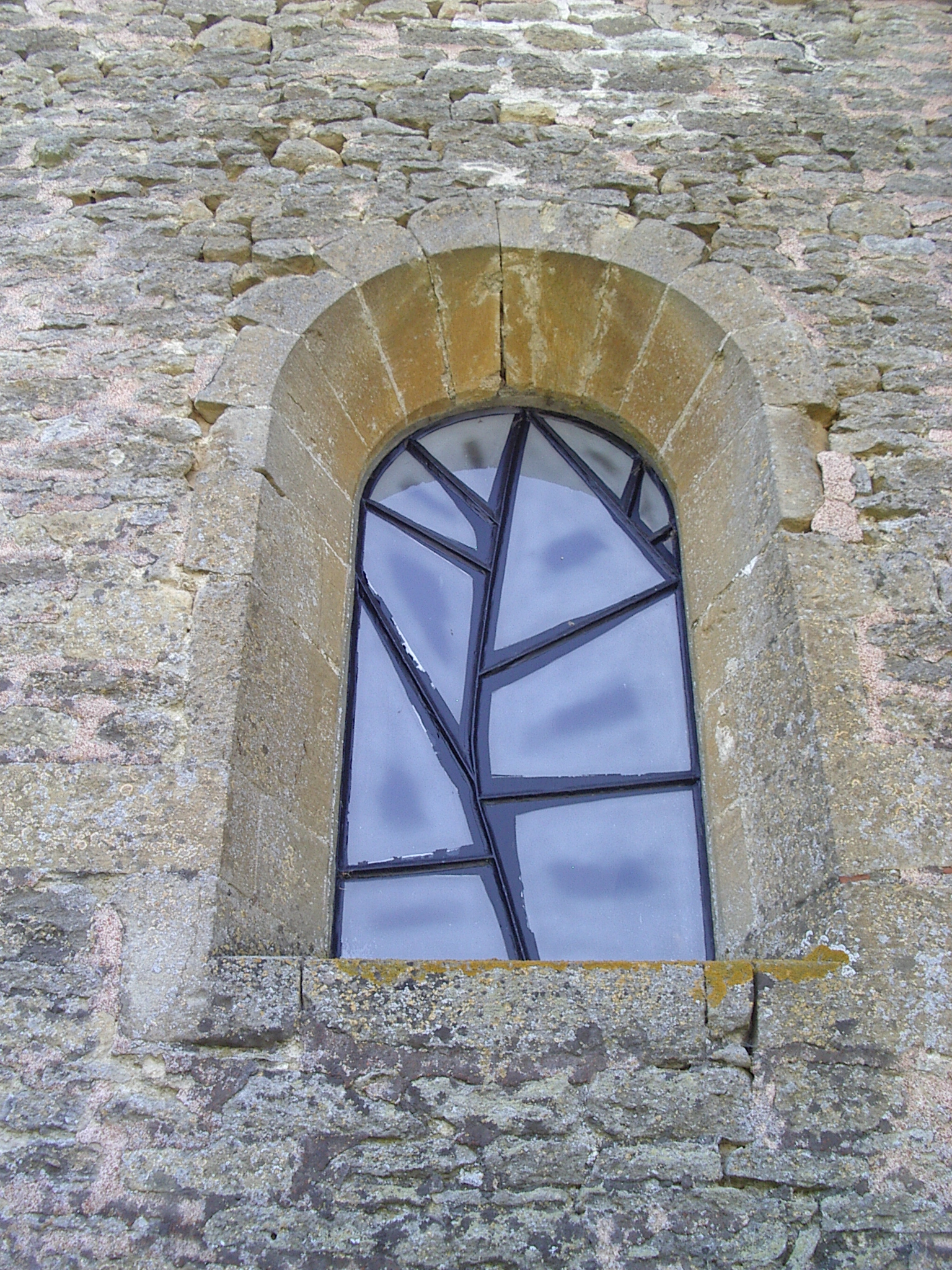
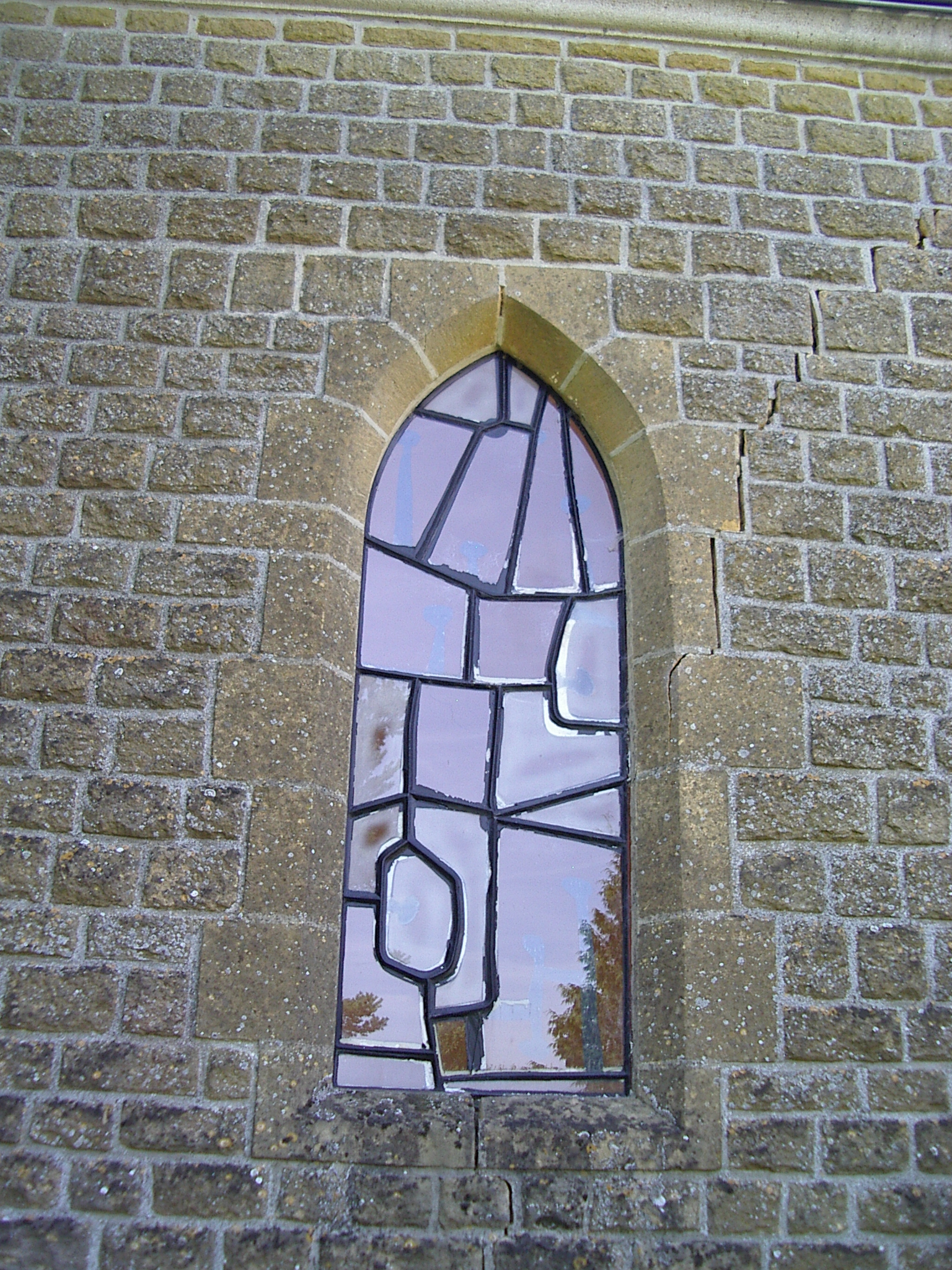
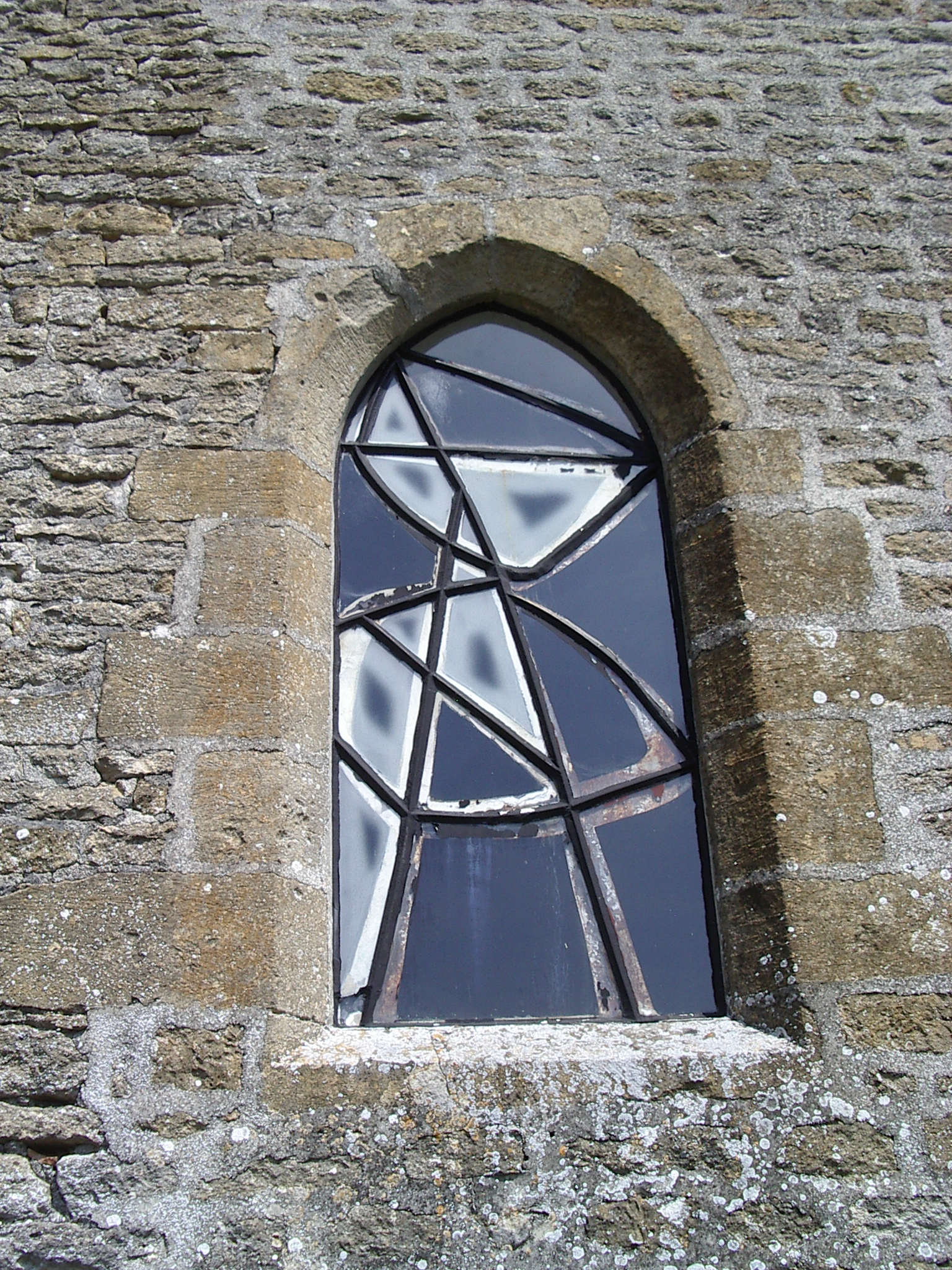